# La chica danesa
La chica danesa (The Danish Girl, en el original en inglés) es una película biográfica británica-estadounidense dirigida por Tom Hooper y protagonizada por Eddie Redmayne, Alicia Vikander, Amber Heard y Matthias Schoenaerts. La cinta está basada en la novela homónima de David Ebershoff, y cuenta la historia real de la pintora danesa Lili Elbe, la primera mujer transexual  en someterse a una cirugía de reasignación de sexo. Tuvo un estreno limitado previsto el 27 de noviembre de 2015 en Nueva York y en Los Ángeles.

## Argumento
A mediados de la década de 1920 en Copenhague, la retratista Gerda Wegener (Alicia Vikander) le pide a su marido, el popular artista paisajístico Einar Wegener (Eddie Redmayne), que le dedique un momento para posar para ella para así sustituir a una modelo que llega tarde a su piso a posar para una pintura en la que está trabajando.
El acto de posar como figura femenina desenmascara la identificación de Einar como mujer, quien se autodenomina Lili Elbe. Esto pone en marcha una progresión, primero tentativa y luego irreversible, de dejar atrás a Einar, sentimiento con el que Lili ha luchado toda su vida por mantener. Esto se lleva a cabo cuando Lili y Gerda se trasladan a París; los retratos de Einar en su estado femenino realizados por Gerda atraen mucho la atención de los marchantes en una forma que sus retratos anteriores no lograban. Es allí donde Gerda sigue la pista del marchante de arte Hans Axgil (Matthias Schoenaerts), un amigo de la infancia de Lili (a quien había besado cuando eran jóvenes). La atracción mutua de Hans y Gerda es una dificultad, ya que Gerda está piloteando su cambiante relación con Lili; pero la larga amistad que tiene Hans con Lili y su afecto hacia esta lo conduce a apoyar tanto a Lili como a Gerda.
Una vez que la lucha con su identidad masculina se vuelve insostenible para Lili, esta comienza a buscar ayuda psicológica, pero no da resultado, e incluso en una ocasión, casi termina recluida en un hospital psiquiátrico. A la larga, según la recomendación de Hans, Lili y Gerda conocen al Dr. Kurt Warnekros (Sebastian Koch). El Dr. Warnekros explica que ha conocido a varias personas como Lili, que aunque físicamente son masculinos, se identifican como femenino, y propone una innovadora y controvertida solución: someterse a la cirugía de reasignación de sexo. Esto implicaría un procedimiento de dos partes: primero la extirpación de los genitales externos de Lili y luego, tras un período de recuperación, la construcción de una vagina. El doctor les advierte que se trata de una operación muy peligrosa que nunca se ha intentado antes, y Lili sería una de las primeras en someterse a ella. Lili acepta inmediatamente y poco después, viaja a Alemania para comenzar la cirugía. 
Por desgracia, Lili muere poco después por complicaciones a causa de la cirugía. La película termina con la imagen de Gerda y Hans sobre una colina de vuelta en Dinamarca, frente a los cinco árboles que Lili había pintado. El pañuelo que originalmente Lili había dado a Gerda, y que posteriormente había sido dado y devuelto varias veces, se lo lleva el viento, y queda danzando en el aire.

## Reparto

### Principales
- Eddie Redmayne como Einar Wegener / Lili Elbe
- Alicia Vikander como Gerda Wegener
- Matthias Schoenaerts como Hans Axgil
- Ben Whishaw como Henrik Sandal
- Amber Heard como Ulla Paulson
- Sebastian Koch como Kurt Warnekros

### Secundarios
- Adrian Schiller como Rasmussen
- Pip Torrens como Dr. Jens Hexler
- Rebecca Root como la enfermera de Lili
- Pixie como Hvappe (el perro de Lili y Gerda)

## Producción
En septiembre de 2009, Tomas Alfredson reveló a Variety que la producción del proyecto precedería a la de su próxima adaptación de El topo. Y añadió: «Hemos estado cerca de un año en conversaciones, y pronto comenzaremos la producción».
En diciembre de 2009, los periódicos suecos informaron de que Alfredson ya no era el encargado de dirigir The Danish Girl y comenzaría a trabajar en Tinker Tailor Soldier Spy. Alfredson dijo que lamentaba que la información de que trabajaba en The Danish Girl se diera a conocer antes de finalizar el trato. También dijo que todavía quería hacer la película y podría volver al proyecto.
El 12 de enero de 2010, el director sueco Lasse Hallström dijo a los medios suecos que él había sido asignado para reemplazar a Alfredson como director.
Originalmente se seleccionó a Charlize Theron para interpretar el papel de Gerda Wegener, pero fue reemplazada por Gwyneth Paltrow después de abandonar el proyecto. Paltrow abandonó el proyecto debido a cambios de ubicación. Uma Thurman fue también un reemplazo rumoreado. En septiembre de 2010, se rumoreaba que Marion Cotillard era la principal candidata para el papel.
El rodaje comenzó en la primavera de 2010 en Berlín.
El 11 de junio de 2010, The Hollywood Reporter reveló que la película había recibido € 1,2 millones ($ 1,5 millones) en financiamiento de subsidios del NRW Film Board de Alemania. Las condiciones del acuerdo incluyen un rodaje previsto de 19 días en Alemania. En febrero de 2011, Screen Daily informó de que la película comenzaría a rodarse en julio del mismo año y que Rachel Weisz interpretaría a Wegener. En mayo se reveló que tanto Weisz como Hallström habían abandonado el proyecto.
Finalmente, Eddie Redmayne sería el encargado de ponerse en la piel de Lili Elbe y la película sería dirigida por Tom Hooper.
Redmayne calificó la película como una «extraordinaria historia de amor» en declaraciones a The Telegraph. El actor se reunió con personas que se habían sometido a operaciones de cambio de sexo para preparar su rol: «He conocido a gente con una valentía extraordinaria y brillante, así que espero que sea una experiencia interesante», declaró al medio británico.

### Rodaje
El rodaje comenzó en febrero de 2015. La primera imagen de Redmayne como Lili Elbe se publicó el 26 de febrero de 2015. El 5 de septiembre de 2015 la película se exhibió en el Festival Internacional de Cine de Venecia de 2015, con gran aceptación y críticas positivas.